# Appareil respiratoire des oiseaux
Pour un article plus général, voir Appareil respiratoire.

Système respiratoire d'un oiseau

Le système respiratoire des oiseaux est certainement le plus sophistiqué des systèmes respiratoires des animaux et peut répondre à leur métabolisme élevé qui est par exemple de 6 à 10 fois celui d'un reptile de taille similaire. Il est foncièrement différent de celui des mammifères et même des reptiles. Sa principale caractéristique est d'assurer un apport constant d'oxygène dans le sang.

## Mécanismes

Inspiration et expiration chez les oiseaux.

Contrairement aux mammifères, où le poumon sert à la fois de sac aérien et d'organe d'échange gazeux, l'appareil respiratoire des oiseaux est formé d’une part de sacs aériens sans échanges, et d’autre part d’un système de bronches fixes. Les organes sont dupliqués latéralement.
La ventilation s'effectue par le biais de sacs aériens, distribués dans le corps. Durant l’inspiration, tous les sacs aériens se remplissent, et durant l’expiration, tous les sacs aériens se vident. La plupart des oiseaux ont typiquement neuf sacs aériens mais ce nombre peut varier de sept à douze. Les oiseaux n'ont pas de diaphragme et utilisent donc leurs muscles intercostaux et abdominaux pour dilater et contracter l'intégralité de leurs cavités thoraco-abdominales, modifiant ainsi de manière rythmique les volumes de tous leurs sacs aériens à l'unisson (illustration à droite). La phase active de la respiration chez les oiseaux est l'expiration, nécessitant une contraction de leurs muscles respiratoires. La relaxation de ces muscles provoque l'inhalation.
Fonctionnellement, on distingue les sacs aériens « antérieurs » : un sac intraclaviculaire, deux sacs cervicaux et deux sacs thoraciques antérieurs ; et les sacs aériens « postérieurs » : deux sacs thoraciques postérieurs et deux sacs abdominaux.
Les « poumons » des oiseaux, où se réalisent les échanges gazeux, sont plus petits proportionnellement que ceux des mammifères. Ils sont aussi rigides, c'est-à-dire qu'ils ne changent pas de volume lors de la respiration.
À l'intérieur, les bronches se divisent en une multitude de petits canaux nommés parabronches de plus en plus petits. Les minuscules canaux finaux mesurent de 1 à 4 centimètres de long et 1 à 2 millimètres de diamètre et se nomment dorsobronchioles et ventrobronchioles analogue aux alvéoles pulmonaires des mammifères. Ils sont percés de très nombreux orifices de 0,1 millimètre de diamètre ouvrant sur des « chambres » unies entre elles par un réseau « capillaire aérien » de 3 à 10 micromètres entrelacé d'un réseau de capillaires sanguins entre lesquels ont lieu les échanges gazeux.

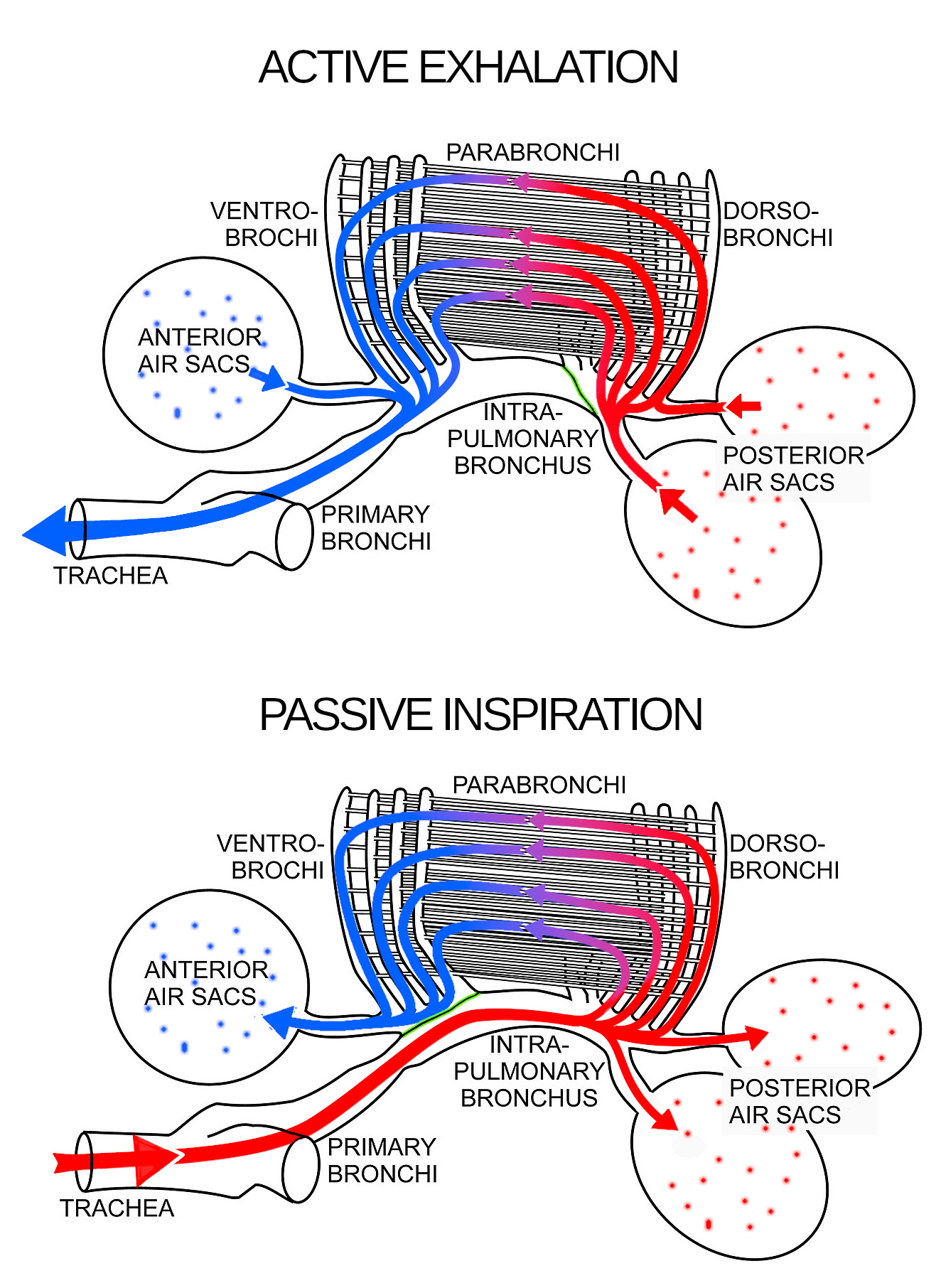
Anatomie de principe du système respiratoire de l'oiseau, montrant les relations entre la trachée, les bronches primaires et intra-pulmonaires, les bronches dorso et ventro-bronchiques, les parabronches se trouvant entre les deux. Les sacs à air postérieurs et antérieurs ne sont pas à l'échelle.

La respiration se fait en deux temps. L'air entre par le bec et passe par la choane qui est une fente dans le palais qui permet à l'air d'aller des narines vers la glotte. L'air y est réchauffé, humidifié et filtré. L'air suit la trachée puis pénètre dans les deux bronches au niveau du syrinx.
Cependant un système de valves dans les trachées commande les passages entre la trachée d’une part, et les dorso- et ventrobronchioles d’autre part, imposant un flux unidirectionnel permanent au niveau des bronches,.
- Pendant l’inspiration, le passage direct entre trachée et ventrobronchioles est fermé. L’air accède directement dans les sacs postérieurs, mais n’accède aux sacs antérieurs qu’à travers le circuit formé par les dorsobronchioles, les capillaires (où se font les échanges gazeux) et les ventrobronchioles. En fin d’inspiration, les sacs postérieurs sont donc chargés d’air frais, tandis que les sacs antérieurs ont subi les échanges gazeux et sont chargés en gaz carbonique.
- Pendant l’expiration, c’est au contraire le passage direct entre trachée et dorsobronchioles qui est fermé. L’air frais des sacs postérieurs est alors forcé à travers les capillaires, tandis que l’air vicié des sacs antérieurs est purgé directement dans la trachée.

Ainsi, de l'air frais circule en permanence dans les parabronches, tant à l'inspiration qu'à l'expiration.
La circulation sanguine dans les capillaires se fait à contre-courant de celle de l'air,, ce qui maximise les échanges gazeux mais aussi respiratoires.
Toutes les espèces d'oiseaux, à l'exception du manchot, ont une petite région de leurs poumons dénommée « parabronches néopulmoniques ». Ce réseau non organisé de tubes microscopiques part des sacs aériens postérieurs et s'ouvre au hasard dans les dorso et ventrobronchi, ainsi que directement dans les bronches intrapulmonaires. Contrairement aux parabronches, dans lesquels l'air se déplace de manière unidirectionnelle, le flux d'air dans les parabronches néopulmoniques est bidirectionnel. Les parabronches néopulmoniques ne représentent jamais plus de 25% de la surface totale d’échange gazeux des oiseaux.

## Origine évolutive
La circulation unidirectionnelle se retrouve également chez l'iguane, le varan et l'alligator d'Amérique. Son adaptation est peut-être héritée de l’extinction Permien-Trias, il y a 250 millions d'années, durant laquelle le taux d'oxygène aurait chuté dramatiquement, provoquant  la disparition de 95 % des espèces marines et de 70 % des espèces vivant sur les continents. Ce système de respiration a pu avantager les reptiles, et contribuer à leur explosion radiative au début de l'ère secondaire, en leur permettant d'avoir un métabolisme beaucoup plus actif que leurs concurrents mammifères.

## Rythme respiratoire
La fréquence des mouvements respiratoires varie selon les dimensions de l'oiseau et selon son activité. Elle augmente fortement lors du vol ou lors d'une forte émotion. Elle est de 5 cycles inspiration/expiration par minute chez l'autruche, 19 chez le plongeon huard, 48 chez le merle noir et 97 chez le rouge-gorge.
Certains oiseaux sont capables de retenir leur respiration, comme le plongeon huard, qui peut rester en plongée durant 8 minutes.

## Autres considérations
Le système respiratoire remplit d'autres rôles que le simple échange gazeux. Il permet à l'oiseau de régler sa température. Il est d'autant plus important que la présence de plumes réduit très fortement la respiration cutanée et la sudation.
Le développement des processus uncinés, présent chez d'autres Theropoda comme les Maniraptora est lié au système de respiration, ces apophyses aplaties qui se détachent de l’arête caudale permettent d’empêcher le collapsus de la cavité thoracique durant le battement des ailes.

## Troubles respiratoires
Ils sont généralement causés par des traumatismes ou des infections (voir Ornithose). Les infections sont variées (sinusites, rhinites, trachéites, pneumonies...). Les signes les plus communs sont l'anorexie, la dyspnée, des éternuements, la toux et le ptyalisme.